# Evgeni Galperine i Sacha Galperine
Evgueni Galperine (nascut el 1974) i Sacha Galperine (nascut el 1980) són dos germans francesos d'origen rus compositors de bandes sonores cinematogràfiques. Van néixer a Rússia i van estudiar a Moscou, però el 1990 es van traslladar a París (França).
El 2012, van ser nominats al Goya a la millor música original per EVA. El 2017 els germans Galperine van escriure la música de la pel·lícula Loveless després d'escoltar una sinopsi de la història, però no van veure la pel·lícula ni llegir el guió. Evgueni Galperine va dir que la peça "11 Cycles of E" es va escriure com a interpretació del pensament dels pares, només podia pensar com s'ha de trobar un fill desaparegut. El crític David Ehrlich va nomenar el treball de'Evgueni i Sacha Galperine com a novena millor banda sonora cinematogràfica del 2017, destacant especialment "11 Cycles of E". Per Loveless, els germans van guanyar conjuntament el Premi del Cinema Europeu al millor compositor europeu.